# Matransko-slanská oblast

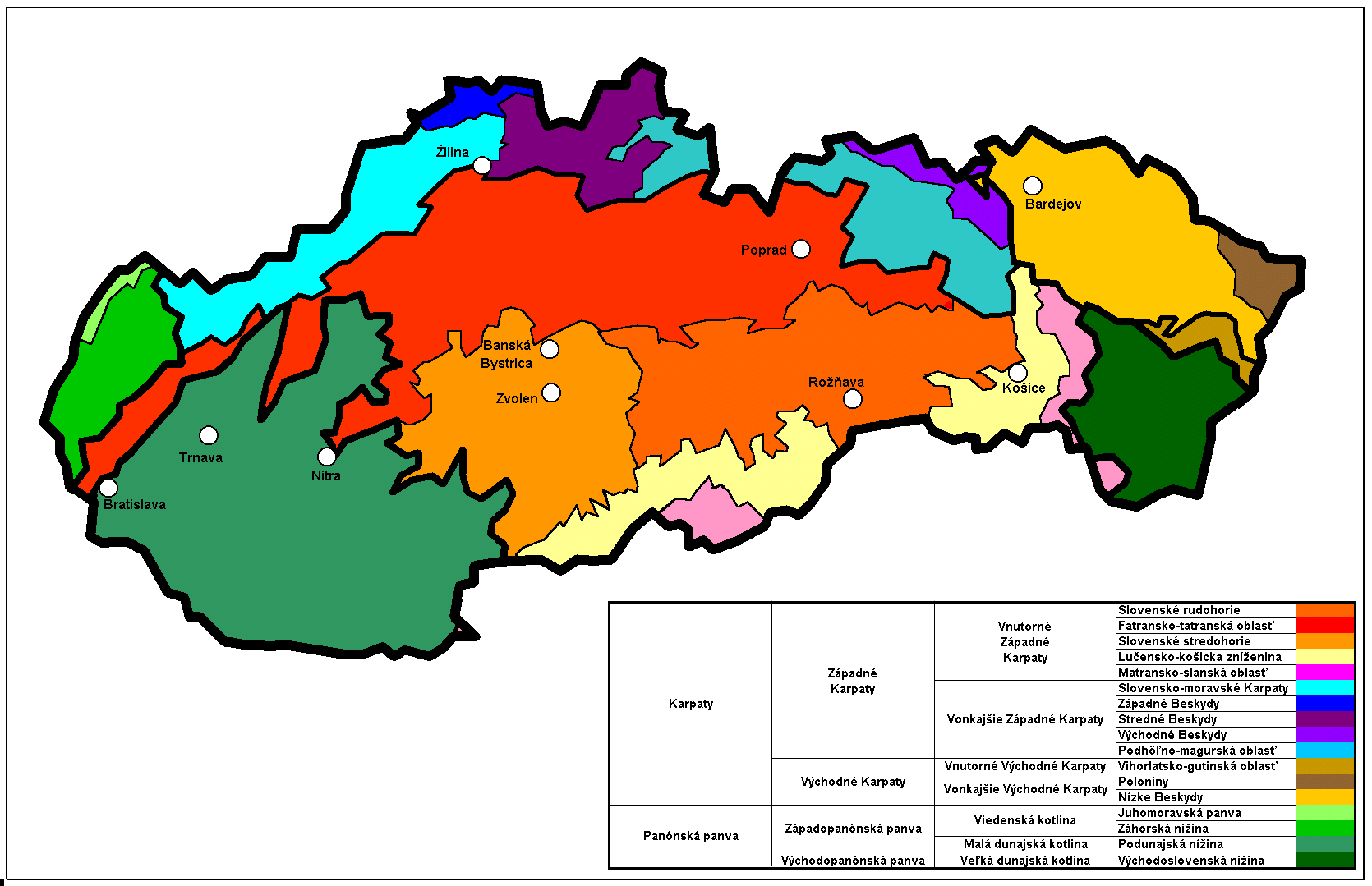
Růžovou barvou je zvýrazněná Matransko-Slanská oblast

Matransko-Slanská oblast je krajinná (geomorfologická) oblast subprovincie Vnitřních Západních Karpat. Nachází se na Slovensku, ale de facto pokračuje pohořími v sousedním severním Maďarsku, které tam patří do krajinné jednotky označované jako Severomaďarské středohoří (maďarsky Északi-középhegység).
Charakteristická pro tuto oblast je neoidně blokově-hrasťová struktura tvořena bloky útvarů z paleozoika a mezozoika s vrásová-zlomovou stavbou, bloky z rozrušených neoidních stratovulkánů a bloky slabě zpevněných sedimentů z třetihor se subhorizontální zlomovou strukturou.
Oblast se podle geomorfologického členění Slovenska dělí na tyto celky:
- Burda
- Cerová vrchovina
- Slanské vrchy
- Zemplínské vrchy